# Klisura
Klisura (bulharsky Клисура) je město ležící ve středním Bulharsku v horské oblasti mezi Starou planinou a Srednou gorou, na horním toku řeky Strjama. Nachází se 32 km od Karlova, správního střediska stejnojmenné obštiny, a má 887 obyvatel.

## Jméno
Klisura znamená bulharsky průsmyk a pochází z řeckého κλεισούρα. Jméno odráží skutečnost, že se město nachází poblíž průsmyku v horském hřbetu Koznica, oddělujícího Zlaticko-pirdopskou a Karlovskou kotlinu a zároveň tvořícího hranici mezi Plovdivskou a Sofijskou oblastí. V Bulharsku se toto geografické označení vyskytuje vícekrát.

## Historie
Sídlo bylo založeno podél obchodní cesty. Jednalo se o dědinu, jejíž chalupy byly založeny na suťovisku, a proto ji v 16. století přesunuli o 4 km východněji. Kromě pastevců v ní žili příslušníci stráže hlídající průsmyk. Od roku 1780 se zde pěstuje růže a na počátku 19. století se ročně zpracovávalo na růžový olej okolo 600 t růžových květů. S hospodářským růstem přišel kulturní vzestup a byla zde zřízena škola. Nejdříve fungovala v primitivních podmínkách, ale od roku 1856 ve vlastní budově. V té době již dva roky stála budova místní knihovny.
Po krymské válce nastala hospodářská krize a úpadek pěstování růží. V roce 1876 se obyvatelé přidali k Dubnovému povstání a po bitce v nedalekém Zlém dolu byla Klisura vypálena tureckou armádou, která při tom zabila 400 obyvatel. Ti, kteří se stačili zachránit v horách, nalezli útočiště v nedalekém městě Koprivštica. Po rusko-turecké válce se Klisura stala součástí Východní Rumélie, která byla sjednocena s Bulharskem v roce 1908.

## Obyvatelstvo
K 15. září 2024 ve městě žilo 893 obyvatel a bylo zde trvale hlášeno 1 032 obyvatel. Podle sčítání 1. února 2011 byli všichni obyvatelé Bulhaři.

## Hospodářství
Ve městě je továrna na nábytek a stáčírna zdejší minerální vody. Sídlí zde státní lesní statek. Městem prochází významná železniční trať č. 3 Sofie – Varna a silnice č. 6.